# Сумбатзаде, Али Сойбат Сумбат оглы
Али Сойбат Сумбат оглы (Сумбатович) Сумбатзаде (азерб. Əlisöhbət Sumbat oğlu Sumbatzadə; 8 [21] января 1907, Амирджан, Бакинская губерния — 28 января 1992, Баку) — азербайджанский и советский историк-востоковед, академик Академии наук Азербайджанской ССР (1958), Заслуженный деятель науки Азербайджанской ССР, вице-президент АН Азербайджана с 1957 по 1959 год, академик-секретарь отделения общественных наук АН Азербайджана с 1970 по 1981 год, директор Института народов Ближнего и Среднего Востока Академии наук Азербайджанской ССР (с 1968), директор Института истории АН Азербайджанской ССР в 1970—1972 годах. Один из зачинателей изучения истории экономической мысли в Азербайджане.

## Биография
Али Сойбат Сумбатзаде родился 21 января 1907 года в селе Амираджан близ Баку (ныне в черте Сураханского района города Баку) в семье бурового мастера-нефтяника. Этнический тат. В 1921 году Сумбатзаде поступил в Бакинскую учительскую семинарию. После её окончания в течение нескольких лет работал учителем в школе. Одновременно продолжая учёбу на восточном факультете Азербайджанского государственного университета.
В 1929 году он досрочно окончил университет. В начале 1930-х годов Сумбатзаде поступил в аспирантуру при Азербайджанском государственном научно-исследовательском институте на философское отделение. В мае 1931 года, досрочно закончив аспирантуру, Сумбатзаде вёл педагогическую работу в высших учебных заведениях республики. В 1940—1950-х годах Сумбатзаде заведовал кафедрами древней и средневековой истории Учительского института им. М. Ф. Ахундова, всеобщей истории Педагогического института им. В. И. Ленина, руководил историческим факультетом Азербайджанского государственного заочного педагогического института, кафедрой всеобщей истории АГУ им. С. М. Кирова.
Свою первую научно-исследовательскую работу Сумбатзаде посвятил изучению истории Кубинского восстания 1837 года — самого крупного крестьянского восстания на территории Азербайджана в XIX веке. За эту работу, выполненную автором в начале 1940-х годов в качестве кандидатской диссертации, учебным советом Азербайджанского государственного университета в 1942 году Сумбатзаде была присвоена учёная степень кандидата исторических наук.
Сумбатзаде был широко известен в Азербайджане как крупный исследователь, компетентный и признанный специалист экономической истории Азербайджана XIX века. Первые обобщения в этом направлении нашли своё воплощение в его докторской диссертации «Опыт построения экономической истории Азербайджана XIX в.» (1800—1870 гг.) успешно защищённой в 1948 году в Институте истории Академии наук СССР. В 1954 году Сумбатзаде было присвоено звание профессора, в 1955 году он был избран членом-корреспондентом, а в 1958 году становится академиком Академии наук Азербайджанской ССР.
С 1956 года Сумбатзаде являлся членом КПСС.
Сумбатзаде является одним из авторов выпущенной в 1960 году на азербайджанском и русском языках «Истории Азербайджана», представляющей первую попытку создания учебного пособия для средней школы по истории Азербайджана с древнейших времён до наших дней. Все главы учебника, посвящённые истории до конца XIX века, были написаны Сумбатзаде.
В 1963 году стал директором Института народов Среднего и Ближнего Востока Академии наук Азербайджанской ССР.
Основные работы Али Сойбата Сумбатзаде посвящены социально-экономической истории Азербайджана XIX—XX веков.

## Награды
- орден Трудового Красного Знамени (28.01.1977)[10]
- орден Дружбы народов (27.01.1987)[11]
- медали

## Сочинения
- Присоединение Азербайджана к России и его прогрессивные последствия в области экономики и культуры (XIX — нач. XX в.). — Баку, 1955.
- Сельское хозяйство Азербайджана в XIX веке. — Баку, 1958.
- Кубинское восстание 1837. — Баку, 1961.
- Промышленность Азербайджана в XIX в. — Баку, 1964.
- Социально-экономические предпосылки победы Советской власти в Азербайджане. — М., 1972.
- Истоки истории Азербайджана // Известия Академии наук Азербайджанской ССР. История, философия и право. 1979. Выпуск 1. С. 62—80.
- Азербайджанская историография XIX—XX вв. — Баку: Элм, 1987.
- Азербайджанцы — этногенез и формирование народа. — Баку: Элм, 1990.

## Критика и отзывы
Азербайджанские авторы А. А. Махмудов, А. С. Надиров и Г. Я. Абдулсалимзаде считают такие фундаментальные монографические исследования Али Сойбата Сумбатзаде как «Сельское хозяйство Азербайджана в XIX веке» (1958) и «Промышленность Азербайджана в XIX веке» (1964) «неоценимым вкладом в разработку социально-экономической истории дореволюционного Азербайджана».
Ряд академиков Азербайджана характеризуют Сумбатзаде как «выдающегося специалиста и исследователя социально-экономической истории XIX столетия». По словам директора Института экономики Национальной академии наук Азербайджана, члена-корреспондента академии Шахбаза Мурадова наследие, оставленное Сумбатзаде в области истории, экономики, этнографии, философии, востоковедения, этногенеза, «трудно переоценить».
Российский историк Виктор Шнирельман считает, что не без санкционирования азербайджанских властей Сумбатзаде пытался доказать происхождение азербайджанцев от оседлого населения античного государства Мидия. Согласно Шнирельману в работах Сумбатзаде «Азербайджан обретал черты вечности», он писал о существовании «государственности Азербайджана» уже в начале I тыс. до н. э., притом историк для всех этапов истории называет эту территорию «Азербайджаном». Разводя понятия этничности, культуры и языка Сумбатзаде считал, что азербайджанский народ сложился в процессе смешения местного автохтонного населения (кутийско-луллубейских племён, маннеев, атропатенов и албанов) с пришлыми тюркоязычными племенами, язык которых в этом процессе взял верх. Сумбатзаде, будучи автором школьного учебника 1960 года, показывал тенденцию связывать раннюю азербайджанскую государственность с царством Манна и Атропатеной. Несмотря на общепринятую в науке концепцию, что правобережье Куры только в конце IV века вошло в состав Кавказской Албании, Сумбатзаде размещал Албанию на обоих берегах реки Кура, в учебнике личность Маштоца полностью игнорировалась, также отрицая общепринятую арменизацию албанского населения на правом берегу реки Кура. По словам Шнирельмана, в своих исследованиях Сумбатзаде утверждал о нескольких сменах языка предками азербайджанцев, тем самым изображая их исконными обитателями Азербайджана. Нарочитое же дистанцирование Южного Азербайджана от персидского мира, что, согласно Шнирельману, было свойственно работам Сумбатзаде, было по мнению автора «тесно связано с текущим политическим моментом».

## Память
- Имя Сумбатзаде носит одна из улиц посёлка Амирджаны, где родился историк.
- На стене дома в Баку (улица Самеда Вургуна, 85), в котором с 1957 по 1992 год жил Сумбатзаде, установлена мемориальная доска.
- В апреле 2007 года в Институте экономики Национальной академии наук Азербайджана была проведена научная конференция, посвящённая 100-летию Сумбатзаде[13].

Мемориальная доска на стене дома в Баку, в котором с 1957 по 1992 год жил Сумбатзаде.
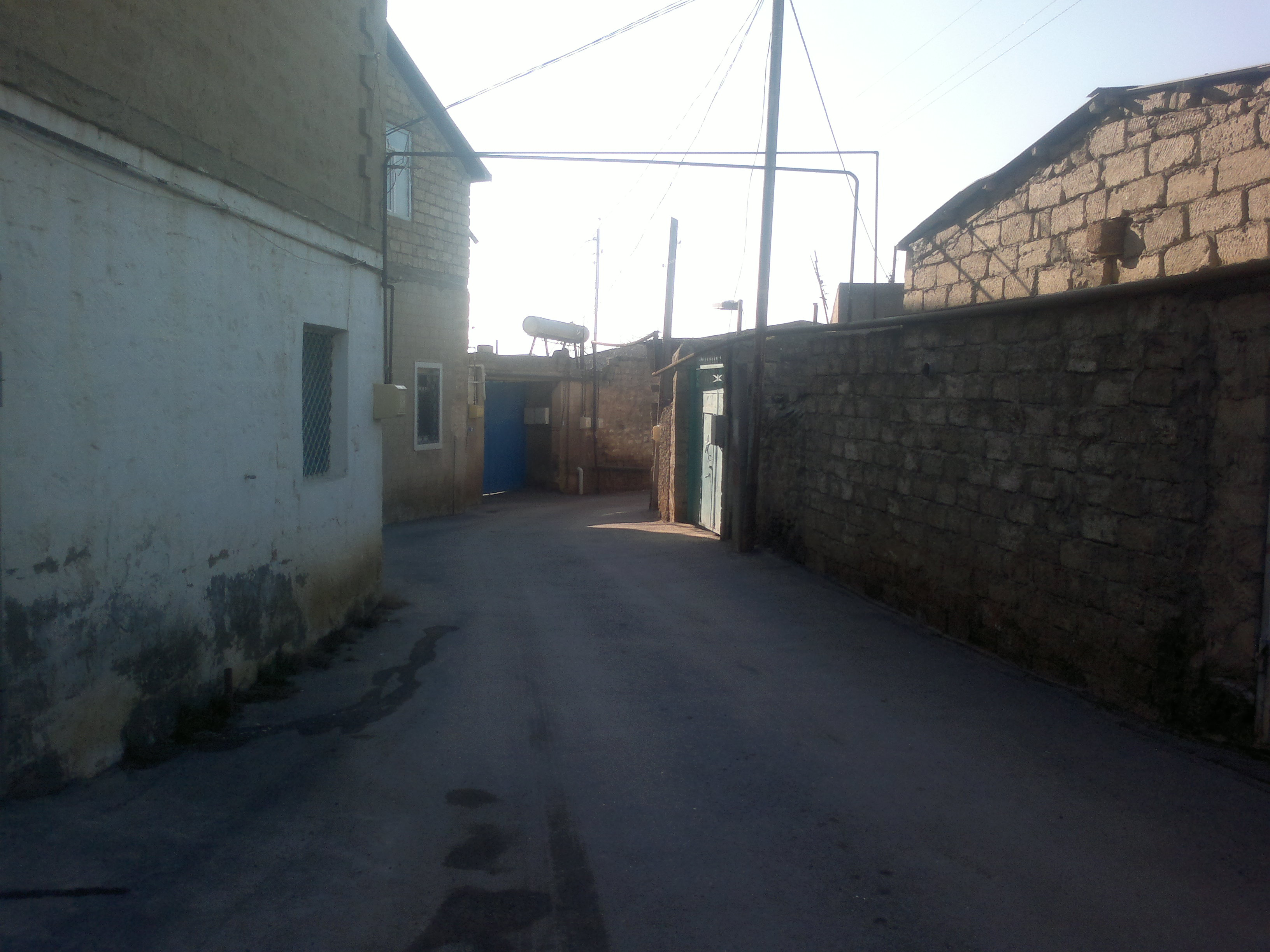
Улица Али Сойбата Сумбатзаде в Амирджанах
Могила Сумбатзаде на II Аллее почётного захоронения в Баку